# The Legend of Zelda: Twilight Princess
The Legend of Zelda: Twilight princess (Legenda Zeldy: Princezna Soumraku) je akční adventura z roku 2006 vyvinutá a publikovaná společností Nintendo na konzoli GameCube a Wii. Je to třináctá hra v sérii The Legend of Zelda. Původní plán zveřejnění exkluzivně na GameCube v listopadu 2005 byl odsunut, aby vývojáři mohli videohru vylepšit, přidat více obsahu a převést ji na systém Wii. Wii verze byla zveřejněna v Severní Americe v listopadu 2006 jako tzv. launch game (první hra na dané konzoli) a v Japonsku, Evropě a Austrálii následující měsíc. Verze na konzoli GameCube byla také uvedena celosvětově v prosinci 2006 a stala se poslední oficiální hrou na dané konzoli.
Příběh sleduje protagonistu série jménem Link, jenž se snaží zabránit pohlcení království Hyrule pokřivenou paralelní dimenzí známou jako the Twilight Realm (Říše soumraku). Aby dosáhl svého cíle, bere na sebe podobu jak člověka, tak vlka. Během jeho výpravy je doprovázen záhadnou postavou jménem Midna. Hra se odehrává stovky let po Ocarina of Time (Okarína času), mezi Majora's Mask a Four Swords Adventures, v alternativní časové lince než se nachází The Wind Waker.
The Twilight Princess byla kriticky oceněna ihned po uvedení a obecně je uznávána jako jedna z nejlepších videoher vůbec. Chválena byla za design herního světa, uměleckou režii a odklon od typického tónu dalších her v sérii. Nicméně verze na konzoli Wii sklidila spektrum názorů za použití motion controls, které mnozí nazývali "nucené" a "uspíšené". Do roku 2015 hra celosvětově prodala 8.85 milionů kopií, a až do dubna 2018 držela první místo na seznamu nejlépe prodávaných Zelda her, kde ji poté předčila Zelda: Breath of the Wild. Roku 2011 byla znovu uvedena Wii verze pod kategorií Výběr Nintendo (Nintendo Selects). O pět let později, v březnu 2016, byl zveřejněn HD remaster na konzoli Wii U, The Legend of Zelda: Twilight Princess HD.